# Wałdowo (gmina w województwie bydgoskim)
Wałdowo – dawna gmina wiejska istniejąca w latach 1934–1954 w woj. pomorskim/bydgoskim (dzisiejsze woj. kujawsko-pomorskie). Siedzibą władz gminy było Wałdowo.
Gmina zbiorowa Wałdowo została utworzona 1 sierpnia 1934 roku w powiecie sępoleńskim w woj. pomorskim z dotychczasowych jednostkowych gmin wiejskich: Dębiny, Komierowo, Obodowo, Przepałkowo, Wałdowo, Wałdówko, Włościborz, Wilkowo, Zalesie, Mała Cerekwica (część) i  Niechorz (część) oraz z obszarów dworskich położonych na tych terenach lecz nie wchodzących w skład gmin. 
Po wojnie gmina zachowała przynależność administracyjną. 6 lipca 1950 roku zmieniono nazwę woj. pomorskiego na bydgoskie. Według stanu z dnia 1 lipca 1952 roku gmina składała się z 10 gromad: Dębiny, Komierowo, Obodowo, Przepałkowo, Skarpa, Wałdowo, Wałdówko, Wilkowo, Włościbórz i Zalesie. Gmina została zniesiona 29 września 1954 roku wraz z reformą wprowadzającą gromady w miejsce gmin. Jednostki nie przywrócono 1 stycznia 1973 roku po reaktywowaniu gmin.